# 오자키촌 (아오모리현)
오자키촌(尾崎村)은 아오모리현 미나미쓰가루군에 설치되었던 촌이다. 현재의 히라카와시에 해당한다.

## 연혁
- 1889년 4월 1일 - 정촌제 시행에 의해 미나미쓰가루군 오자키무라, 마치이촌, 아라타촌, 히라타모리촌과 합병해, 오자키촌이 발족.
- 1895년 - 미나미쓰가루군 다케다테촌에 편입하였다.
- 1901년 4월 1일 - 다케다테촌이 분촌해 미나미쓰가루군 마치이촌이 성립하였다.
- 1955년 3월 1일 - 미나미쓰가루군 가시와기정, 다이코지정, 다케다테촌, 마치이촌과 합병해, 히라카정이 되어 소멸하였다.